# Buziku
Buziku è una circoscrizione mista (mixed ward) della Tanzania situata nel distretto di Chato, regione di Geita. Conta una popolazione di 15 757 abitanti (censimento 2012).